# Pium
Pium est une municipalité brésilienne située dans l'État du Tocantins.